# Fatih Soyatik
Fatih Soyatik (* 1. Januar 1994 in Denizli) ist ein türkischer Fußballspieler.

## Karriere

### Verein
Soyatik begann seine Fußballkarriere bei der Jugendabteilung von Denizlispor. Hier durchlief er bis zum Alter von 17 Jahren alle Jugendmannschaften und machte durch seine guten Leistungen auf sich aufmerksam. Dadurch bekam er 2011 einen professionellen Vertrag bei Denizlispor und spielte vorerst bei der zweiten Mannschaft, Denizlispor A2.
Im Dezember 2012 wurde er erstmals in die Profimannschaft berufen und kam gegen MKE Ankaragücü zu seinem Debüt in der TFF 1. Lig, als er in der 6. Minute für Berkay Can Değirmencioğlu eingewechselt wurde.

### Nationalmannschaft
Soyatik wurde 2009 im Rahmen eines Länderfreundschaftsturniers zweimal in die türkische U-15-Nationalmannschaft berufen, saß bei beiden Spielen jedoch auf der Bank und kam nicht zum Einsatz.
2013 gehörte er dem Kader der türkischen A2-Nationalmannschaft an. Im März 2013 wurde er bei einem U-23-Turnier in Katar bei zwei Spielen eingesetzt.